# Kîslîn, Mankivka
Kîslîn (în ucraineană Кислин) este o comună în raionul Mankivka, regiunea Cerkasî, Ucraina, formată numai din satul de reședință.

## Demografie
Componența lingvistică a comunei Kîslîn
     Ucraineană (99,63%)
     Alte limbi (0,37%)
Conform recensământului din 2001, majoritatea populației comunei Kîslîn era vorbitoare de ucraineană (99,63%), existând în minoritate și vorbitori de alte limbi.